# Janina Weneda
Janina Weneda, właśc. Janina Perathoner z domu Wdzięczna (ur. 26 czerwca 1926 w Koninie, zm. 29 stycznia 2014 tamże) – polska pisarka powieści historycznych i nauczycielka. Napisała piętnaście książek, w tym pozycje dla dzieci, legendy o Koninie oraz powieści historyczne.

## Życiorys
Jej rodzicami byli Mieczysław, ślusarz i Eleonora z d. Rzepka, gospodyni domowa. W 1939 roku ukończyła Szkołę Powszechną Żeńską im. Marii Konopnickiej w Koninie i zdała egzamin do gimnazjum, z powodu wybuchu II wojny światowej nie podjęła tam jednak nauki. Podczas okupacji niemieckiej pracowała w niemieckich domach jako służąca, sprzątaczka i pomoc domowa oraz jako magazynierka i pielęgniarka. W 1943 roku poznała Austriaka, Wiktora Perathonera, z którym po wojnie wzięła ślub.
W 1946 roku zdała tzw. małą maturę, następnie uczęszczała w przyspieszonym trybie do liceum ogólnokształcącego, podjęła także pracę w Prezydium Powiatowej Rady Narodowej. Po ukończeniu szkoły średniej, w 1947 roku podjęła studia polonistyczne na Uniwersytecie Poznańskim. Tytuł magistra uzyskała 11 grudnia 1951 u profesora Wacława Kubackiego. Po powrocie do Konina, 10 lutego 1952 roku podjęła pracę w Liceum Pedagogicznym, a od września 1952 roku pracowała w Liceum Ogólnokształcącym w Kleczewie. W sierpniu 1955 roku na własną prośbę odeszła z pracy w liceum w Kleczewie i przeprowadziła się do Warszawy, gdzie podjęła pracę w Centralnym Zarządzie Zaopatrzenia Rolnictwa.
W lipcu 1956 roku otrzymała paszport i wyjechała do Innsbrucka, gdzie 1 października tego samego roku wzięła ślub z Wiktorem Perathonerem, małżeństwo okazało się jednak rozczarowaniem i w lipcu następnego roku powróciła do Polski. Pracowała następnie jako bibliotekarka w Szkole Powszechnej nr 64 w Poznaniu, a od 1958 roku jako nauczycielka i bibliotekarka w Szkole Powszechnej nr 38 na Winogradach. W 1959 roku została zatrudniona w organizowanej przy Kopalni Węgla Brunatnego „Konin” Zasadniczej Szkole Górniczej w Marantowie, dzisiejszym Zespole Szkół Górniczo-Energetycznych im. Stanisława Staszica. W latach 1961–1973 pełniła funkcję zastępcy dyrektora Zasadniczej Szkoły Górniczej. 14 października 1973 roku otrzymała tytuł profesora szkoły średniej. W sierpniu 1981 roku przeszła na emeryturę, do 1994 roku pracowała jednak w niepełnym wymiarze. W szkole pracowała jako nauczycielka języka polskiego i organizatora orientacji zawodowej oraz bibliotekarka i kierownik biblioteki.
Twórczość pisarską podjęła po przejściu na emeryturę, zadebiutowała w 1987 roku powieścią Słowiana, którą wydała używając pseudonimu Janina Weneda. Angażowała się w działalność Związku Literatów Polskich, Stowarzyszenia Bibliotekarzy Polskich oraz Towarzystwa Regionalnego w Koninie.
W 2010 roku, z powodu pogarszającego się stanu zdrowia, przeniosła się do Domu Pomocy Społecznej w Koninie. 17 kwietnia 2012 roku cały swój majątek – dom piętrowy z ogrodem przy ul. Staszica oraz prawa autorskie do swoich książek przekazała miastu.
Zmarła 29 stycznia 2014 roku i pochowana została na cmentarzu przy ulicy Kolskiej w Koninie.

## Odznaczenia i wyróżnienia
Źródło:
- Krzyż Kawalerski Orderu Odrodzenia Polski (1981)
- Złoty Krzyż Zasługi (1974)
- Odznaka honorowa „Za Zasługi w Rozwoju Województwa Poznańskiego” (1969)
- Odznaka „Zasłużony dla Rozwoju Zagłębia Konińskiego”
- Zasłużony dla Miasta Konina (1978)
- wpis do Księgi Zasłużonych dla Miasta Konina (1989)
- Nagroda Ministra Oświaty i Wychowania (1977)
- Nagroda Kuratora Oświaty i Wychowania (dwukrotnie)
- Statuetka Benedykta (1999, przyznawana przez „Przegląd Koniński”)
- Tytuł Człowieka Roku (2003, przyznawana przez kapitułę konkursu Złotego Konia)
- „Kariatyda Wielka” (2012)

## Upamiętnienie
Jedno z rond Konina uhonorowano jej imieniem. W Zespole Szkół Górniczo–Energetycznych w Koninie nadano jej imię szkolnemu Salonowi Literackiemu
W muzeum w Gosławicach 25 września 2014 roku odbyła się wystawa poświęcona jej działalności literackiej. W tym samym czasie obok ronda postawiono tablicę z informacjami o pisarce i okładkami jej książek.

## Publikacje
- Janina Weneda: Dla nas nie ma róż. Powieść z czasów powstania styczniowego. Konin: 1997. Brak numerów stron w książce
- Janina Weneda: Doktor Zemelius. Powieść biograficzna. Konin: 1996. Brak numerów stron w książce
- Janina Weneda: Miecz i miłość. Konin: 1997. Brak numerów stron w książce
- Janina Weneda: Opowieści milowego słupa. Konin: 1993. Brak numerów stron w książce
- Janina Weneda: Powrót do Enklawy Przeszłości. Powieść futurystyczna. Konin: 2001. Brak numerów stron w książce
- Janina Weneda: Słowiana. Powieść legenda. Konin: 1987. Brak numerów stron w książce
- Janina Weneda: Światło w cieniach puszczy. Powieść-legenda z przełomu X i XI wieku. Konin: 1998. Brak numerów stron w książce
- Janina Weneda: Zmierzch chwały. Konin: 1995. Brak numerów stron w książce
- Janina Weneda: Zofia Kamila. Vie romancée. Konin: 1999. Brak numerów stron w książce
- Janina Weneda: Zapomniany mocarz. Konin: 2014. Brak numerów stron w książce

Źródło: Katalog Biblioteki Narodowej.